# Alessandra
Alessandra [a.les.ˈsan.dra] ist ein weiblicher Vorname.

## Herkunft und Bedeutung
Beim Namen Alessandra handelt es sich um die italienische Variante von Alexandra.

## Verbreitung
Der Name Alessandra hat sich in Italien in der Top-100 der Vornamenscharts etabliert. Zuletzt verlor er jedoch an Popularität. Im Jahr 2022 stand er auf Rang 78 der Hitliste.
In Brasilien gewann Alessandra in den 1960er Jahren an Beliebtheit. Seit den 1970er Jahren zählte er zu den beliebtesten Mädchennamen des Landes. In den 2000er Jahren verließ er die Top-100 der Hitliste.
In den Vereinigten Staaten gewann der Name ab den 1990er Jahren an Popularität, erreichte bislang jedoch einzig im Jahr 2015 eine Platzierung unter den 300 meistgewählten Mädchennamen. Im Jahr 2022 belegte er Rang 382 der Hitliste.
In Deutschland wird der Name nur selten vergeben. Zwischen 2006 und 2018 wurde er nur etwa 450 Mal als erster Vorname vergeben. Dabei wird er in Baden-Württemberg am häufigsten gewählt.

## Varianten
Die Kurzformen des Namens lauten Alessa und Sandra.
Die männliche Variante des Namens lautet Alessandro.
Für weitere Varianten: siehe Alexander#Varianten

## Namensträger
- Alessandra Acciai (* 1965), italienische Schauspielerin
- Alessandra Aguilar (* 1978), spanische Marathonläuferin
- Alessandra Alores (* 1984), ukrainisch-deutsches Fotomodell und Schönheitskönigin
- Alessandra Ambrosio (* 1981), brasilianisches Topmodel
- Alessandra Ammara (* 1972), italienische Pianistin
- Alessandra Amoroso (* 1986), italienische Popsängerin
- Alessandra Bassanese (* 1996), italienische Handballspielerin
- Alessandra Basso (* 1967), italienische Juristin und Politikerin (Lega), MdEP
- Alessandra Belloni (* 1954), italienische Sängerin, Tamburinspielerin, Tänzerin, Schauspielerin und Komponistin, Musikethnologin und -therapeutin
- Alessandra Bernardi (* 1967), italienischstämmige Autorin
- Alessandra Bonora (* 2000), italienische Leichtathletin
- Alessandra Borghese (* 1963), italienische Autorin und Managerin
- Alessandra Bucciarelli, italienische Tanzsportlerin
- Alessandra Buonanno (* 1968), italienische theoretische Physikerin in den Bereichen Gravitationswellenphysik und Kosmologie
- Alessandra Cappellotto (* 1968), italienische Radrennfahrerin
- Alessandra Celletti (* 1962), italienische mathematische Physikerin (Dynamische Systeme, Himmelsmechanik)
- Alessandra Comini (* 1934), amerikanische Kunsthistorikerin und Autorin
- Alessandra Ferri (* 1963), italienische Balletttänzerin
- Alessandra Gasparelli (* 2004), Leichtathletin aus San Marino
- Alessandra Giliani (1307–1326), erste als Anatomin oder Pathologin tätige Frau
- Alessandra Gioia (* 1980), italienische Sopranistin
- Alessandra Giungi (* 1966), italienische Judoka
- Alessandra Ho (* 2000), australische Synchronschwimmerin
- Alessandra Jovy-Heuser (* 1991), deutsche Volleyballspielerin
- Alessandra Keller (* 1996), Schweizer Mountainbikerin
- Alessandra Korap (* 1985), brasilianisch-munduruku-indigene Anführerin und Umweltaktivistin
- Alessandra Macinghi (1407–1471), italienische Schriftstellerin
- Alessandra Martines (* 1963), italienische Filmschauspielerin
- Alessandra Mastronardi (* 1986), italienische Schauspielerin
- Alessandra Mazzola (* 1999), italienische Tennisspielerin
- Alessandra Mele (* 2002), italienisch-norwegische Sängerin
- Alessandra Merlin (* 1975), italienische Skirennläuferin
- Alessandra Meyer-Wölden (* 1983), deutsche Moderatorin und Model
- Alessandra Montesano (* 1998), italienische Ruderin
- Alessandra Moretti (* 1973), italienische Politikerin
- Alessandra Mussolini (* 1962), italienische neofaschistische Politikerin
- Alessandra Panaro (1939–2019), italienische Schauspielerin
- Alessandra Patelli (* 1991), italienische Ruderin
- Alessandra Perilli (* 1988), san-marinesische Sportschützin
- Alessandra Pescosta (* 1973), italienische Snowboarderin
- Alessandra Querzola, italienische Szenenbildnerin
- Alessandra Reß (* 1989), deutsche Schriftstellerin
- Alessandra Resende (* 1975), brasilianische Speerwerferin
- Alessandra Roncone, italienische Trance-DJ und -Produzentin
- Alessandra di Rudini (1876–1931), italienische Karmelitin, Priorin und Klostergründerin in Frankreich
- Alessandra Schiavo (* 1969), italienische Diplomatin
- Alessandra Sensini (* 1970), italienische Windsurferin
- Alessandra Silva (* 1991), brasilianische Hürdenläuferin
- Alessandra Simone (* 2003), italienische Tennisspielerin
- Alessandra Smerilli (* 1974), italienische Wirtschaftswissenschaftlerin, katholische Ordensschwester und Kurienbeamtin
- Alessandra Teodosescu (* 2006), italienische Tennisspielerin
- Alessandra Torresani (* 1987), US-amerikanische Schauspielerin
- Alessandra Trotta (* 1968), methodistische Diakonin, Moderatorin der Waldenserkirche
- Alessandra Zendron (* 1951), italienische Politikerin, Publizistin und Dokumentarfilmerin (Südtirol)

Zweitname
- Maria Alessandra Albertini (* 1961), san-marinesische Diplomatin
- Marion Alessandra Becker (* 1963), deutsche Schauspielerin
- Ramona Alessandra Schlenker (* 1985), deutsche Schauspielerin, Musicaldarstellerin und Stuntfighterin